# Lars Kafle
Lars Kafle, död efter 1568, var en svensk ämbetsman. 
Lars Kafle tillhörde frälsesläkten Kafle. Han ärvde Hallanda och ägde även Sjötorp i Larvs socken. Han var slottslove på Läckö 1534-1554. Den 24/8 1536 var han inbjuden till Gustav Vasas bröllop. År 1536 blev Kafle häradshövding i Vadsbo, samt även i Vilske. Han fick efterhand flera gårdar i förläning: Åkatorp i Östbitterna, Söderby i Hobo och Söstada i Tillberga. Dessa gårdar tog dock Erik XIV från honom år 1561. År 1563 fick han Ods gäll och 2 andra gårdar. Kafle skrev under arvsföreningen den 13 januari 1544. Han förekommer i frälselängd 1568.
Kafleätten är nummer 70 i Riddarhuset